# Suzanne de Dietrich
Pour les articles homonymes, voir Dietrich.
Suzanne de Dietrich, née le 29 janvier 1891 à Niederbronn-les-Bains (Bas-Rhin) et morte le 24 janvier 1981 à Strasbourg, est une théologienne protestante d'origine alsacienne, engagée en faveur de l'œcuménisme. Elle a participé à la fondation en 1939 de La Cimade, Comité inter-mouvements auprès des évacués.

## Jeunesse et formation

### Les origines alsaciennes

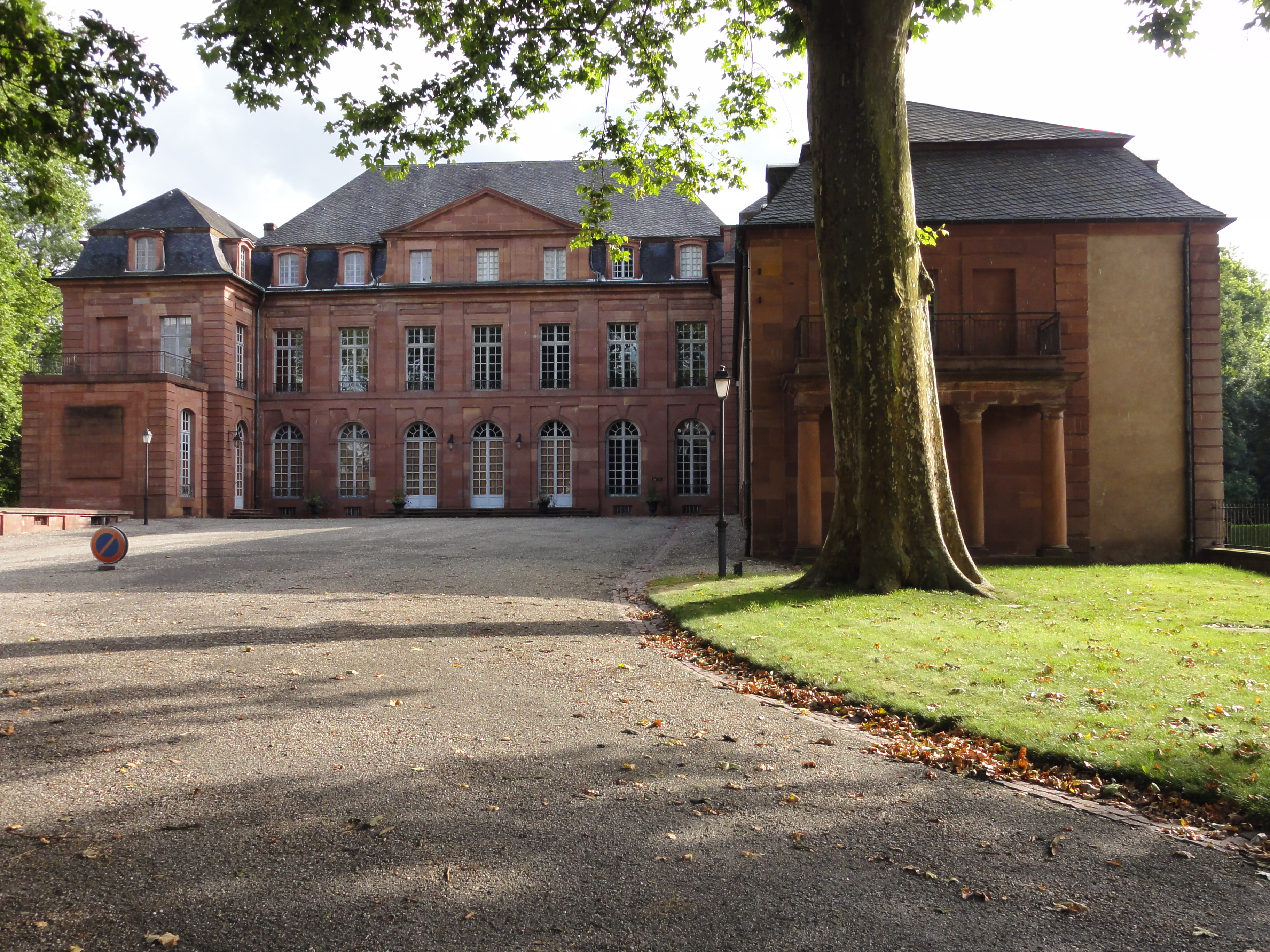
Château familial de la famille de Dietrich.

Suzanne de Dietrich est la fille de Charles de Dietrich et d'Anne von Türcke, et la petite-fille d'Albert de Dietrich. La famille de Dietrich est une famille emblématique d'industriels alsaciens, dont plusieurs membres ont été ammestres ou maires de Strasbourg, notamment Philippe-Frédéric, commanditaire du Chant de guerre pour l’armée du Rhin, composé par Claude Rouget de Lisle, le 25 avril 1792, tandis que la famille maternelle de Suzanne appartient à la noblesse de Saxe-Meiningen.

### La piété luthérienne
Sa famille alsacienne est luthérienne, enracinée dans la tradition de foi du Ban de la Roche, marquée par les pasteurs Jean-Frédéric Oberlin et Tommy Fallot. 

### Études scientifiques et formation biblique à Lausanne
Elle perd ses parents quand elle est jeune, et son oncle, Eugène de Dietrich, devient son tuteur. Suzanne est destinée par sa famille à devenir ingénieure, «pour prendre sa place dans l'entreprise familiale» et, dans cette perspective, elle est envoyée à Lausanne, dans un univers francophone, où elle obtient un baccalauréat scientifique, en 1909, puis intègre l'école d'ingénieurs rattachée à l'université de Lausanne et obtient un diplôme d'ingénieure en électricité, en 1913. Durant son cycle d'études à Lausanne, elle participe activement aux programmes de l'Association chrétienne d'étudiants (ACE). En 1914, elle participe au congrès de la Fédération française des associations chrétiennes d'étudiants, la Fédé. Elle s'y implique notamment en développant les études bibliques en petits groupes.

## La vie professionnelle

### À la tête de fédérations pour la jeunesse
En 1929, elle est élue vice-présidente de la Fédération universelle des associations chrétiennes d'étudiants / World Student Christian Federation, chargée des questions œcuméniques et liturgiques. Elle est également présidente de la Fédération française des éclaireuses de 1929 à 1933, au titre de la section unioniste de ce mouvement. 
Suzanne de Dietrich est secrétaire à la Fédération française des associations chrétiennes d'étudiants (FFACE) de 1914 à 1935, membre de la commission exécutive des UCJF de 1920 à 1936. À Genève, elle est secrétaire au comité de la Fédération universelle des associations chrétiennes d'étudiants (FUACE) depuis 1935 et jusqu’en 1939.
Dès les années 1939-1940, confrontée à la détresse des évacués alsaciens et lorrains, Suzanne de Dietrich s'engage auprès des populations déplacées dans le Sud-Ouest de la France. Elle adresse un rapport au Comité inter-mouvement (CIM), instance qui coordonne les organisations de jeunesse membres de la Fédération protestante de France, les UCJ (Unions chrétiennes de jeunes gens et jeunes filles, ou YMCA) et les scouts protestants (garçons au sein des Éclaireurs unionistes et filles au sein de la Fédération française des éclaireuses), et Fédération française des associations chrétiennes d'étudiants (la Fédé) .

### Accueil des réfugiés et fondation de la Cimade
En octobre 1939, lors d'une rencontre à Bièvres de dirigeants des mouvements de jeunesse, autour de la situation des Alsaciens et des Lorrains, la CIM décide d'une nouvelle orientation et décide d'agir « auprès des évacués », adoptant le sigle de Cimade, dans le double but de « témoigner de l’Évangile auprès de la jeunesse française éprouvée par la guerre », tel qu'il apparaît lors de la publication des objectifs de l’œuvre, dans le Journal officiel du 3 avril 1940.

### Les thèses de Pomeyrol
En 1941, Suzanne de Dietrich participe à la rédaction des thèses de Pomeyrol, par des pasteurs, Willem Visser 't Hooft, Georges Casalis, Roland de Pury, Jean Cadier, Paul Conord et plusieurs autres, et des laïcs, Madeleine Barot notamment. Ces thèses, rédigées lors d'une rencontre à Pomeyrol, dans une maison située à Saint-Étienne-du-Grès, les 16 et 17 septembre 1941, s'inscrivent dans l'inspiration de la Déclaration de Barmen, texte de l'église confessante allemande qui prônait une résistance théologique à l'égard de l'idéologie nazie.

## Une laïque engagée
Suzanne de Dietrich est connue pour son engagement œcuménique, pour le rapprochement des Églises chrétiennes, et pour son travail de bibliste. Elle a découvert l'œuvre du théologien réformé suisse, Karl Barth, diffusée en France à travers la revue Foi et Vie par le pasteur Pierre Maury (1890-1956). Par ailleurs, elle est également un membre très actif du mouvement des « Volontaires du Christ » créé et constitué en majeure partie par des étudiants en théologie.

### L'engagement en faveur de l'Œcuménisme
Elle participe aux débuts de l'Institut œcuménique de Bossey, fondé par Willem Visser 't Hooft, et appartient à la première équipe qui le dirige. Elle assure la direction des études de 1946 à 1954, et s'occupe particulièrement des cours bibliques pour laïcs.
En 1948, elle fait partie de l'équipe de préparation «Le dessein de Dieu et le témoignage de l’Église», pour la première assemblée plénière du Conseil œcuménique des Églises, à Amsterdam. Pendant l'Assemblée, elle est consultante du comité sur «l'importance des laïcs» dans l'Église.

### L'animation biblique
Son livre le plus connu est Le Dessein de Dieu, publié en 1948, qui constitue un itinéraire biblique.

## Retour en Alsace
Suzanne de Dietrich se retire en 1979 à la maison des Diaconesses de Strasbourg, où elle meurt deux ans plus tard. Elle est enterrée au cimetière de Windstein, près de Niederbronn (Bas-Rhin), où se trouvent aussi plusieurs tombes de la famille de Dietrich.

## Hommages

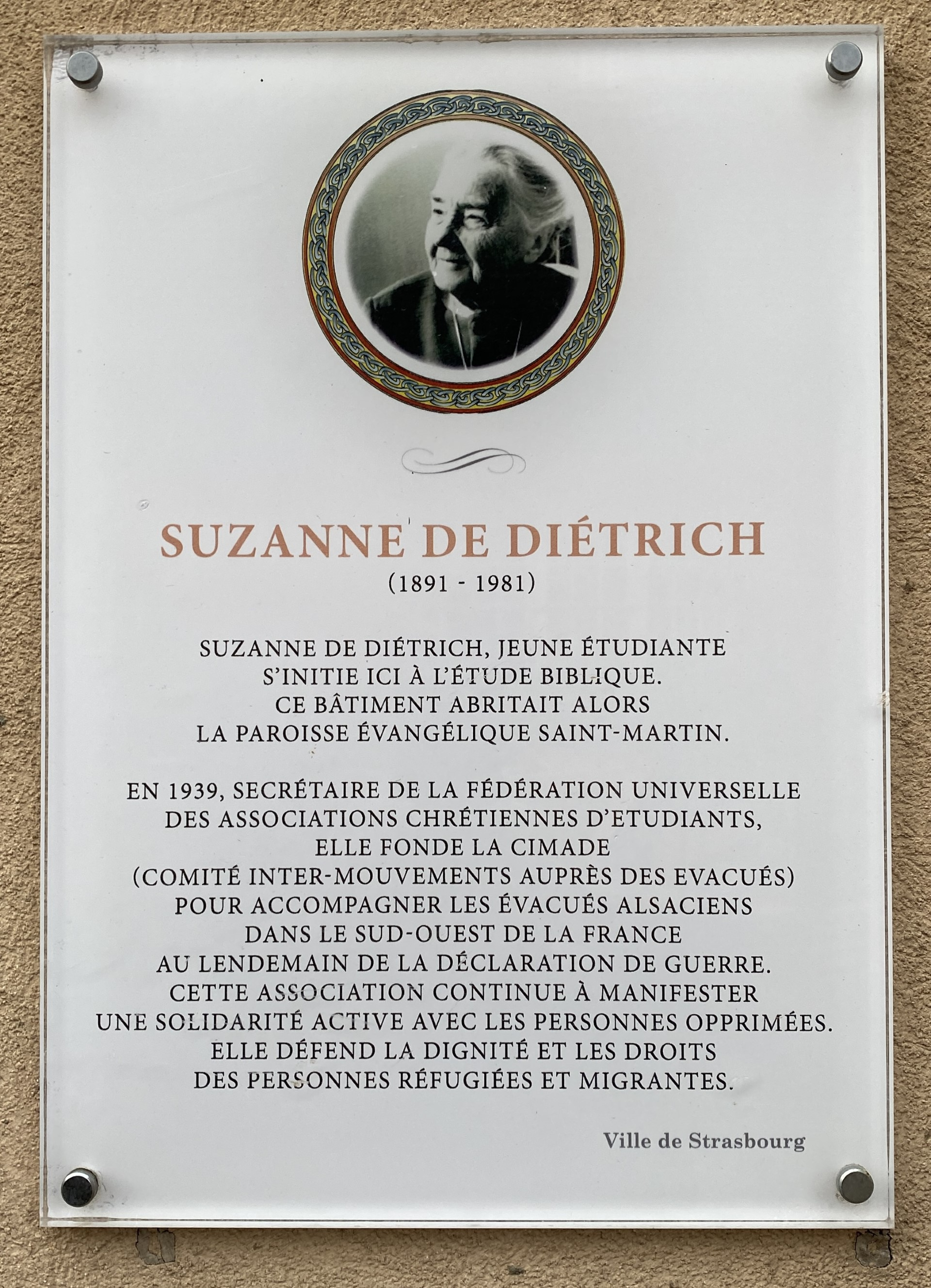
Suzanne de Diétrich (1891-1981) plaque commémorative Strasbourg, 1 rue du Pont-Saint-Martin.

Suzanne de Dietrich est docteure honoris causa de la faculté de théologie protestante de Montpellier (1950) et de l'Université de Neuchâtel (1959).
Une plaque « Suzanne de Diétrich » offerte par la Ville de Strasbourg est apposée le 25 novembre 2019, dans le cadre des célébrations des 80 ans de la Cimade, sur le bâtiment du 1, rue du Pont-Saint-Martin à Strasbourg, à l'emplacement de l'ancienne paroisse évangélique Saint-Martin que fréquentait Suzanne de Dietrich durant sa jeunesse.

## Œuvre écrite
- C'était l'heure de l'offrande / Notes en marge de l'Évangile, Éditions du Semeur, 1935
- Le Dessein de Dieu / Itinéraire biblique, Delachaux & Niestlé, Paris, 1945. Dernière réédition Cerf 1992
- La Fédération universelle des associations chrétiennes d'étudiants (1895-1945), Paris, éditions du Semeur, 1948
- Les Lettres johanniques, Labor et Fides, 1964
- Le renouveau biblique, hier et aujourd'hui. Tome 1 : Qu'est-ce que la Bible ? ; Tome 2 : Comment lire la Bible ?, coll. « Foi vivante », Delachaux et Niestlé, 1969